# Л’Эрмитаж
Л’Эрмитаж (фр. L'Hermitage) — коммуна на северо-западе Франции, находится в регионе Бретань, департамент Иль и Вилен, округ Ренн, кантон Ле-Рё. Расположена в 10 км к западу от Ренна, в 4 км от автомагистрали N12. В центре коммуны находится железнодорожная станция Л’Эрмитаж-Мордель линии Париж-Брест.
Население (2018) — 4 533 человека.

## Достопримечательности
- Церковь Нотр-Дам с кальварией XV века
- Здание командорства XVI века

## Экономика
Структура занятости населения:
- сельское хозяйство — 1,8 %
- промышленность — 30,6 %
- строительство — 12,4 %
- торговля, транспорт и сфера услуг — 28,7 %
- государственные и муниципальные службы — 26,5 %

Уровень безработицы (2018) — 10,6 % (Франция в целом —  13,4 %, департамент Иль и Вилен — 10,4 %). 

Среднегодовой доход на 1 человека, евро (2018) — 22 220 (Франция в целом — 21 730, департамент Иль и Вилен — 22 230).

## Демография
Динамика численности населения, чел.

## Администрация
Пост мэра Л’Эрмитаж с 2008 года занимает Андре Шуан (André Chouan). На муниципальных выборах 2020 года возглавляемый им левый список победил в 1-м туре, получив 68,31 % голосов.
| Период | Период | Фамилия         | Партия                  | Примечания                                     |
| ------ | ------ | --------------- | ----------------------- | ---------------------------------------------- |
| 1973   | 1983   | Морис Лами      |                         | ландшафтный дизайнер                           |
| 1983   | 2008   | Кристиан Ле Мау | Социалистическая партия | учитель, член Генерального совета департамента |
| 2008   |        | Андре Шуан      | Разные левые            | фермер                                         |